# Djupdalstjärnen (Ytterhogdals socken, Hälsingland)
Djupdalstjärnen är en sjö i Härjedalens kommun i Hälsingland och ingår i Ljusnans huvudavrinningsområde. Djupdalstjärnen ligger i Råtjärnberget-Djupdalsberget Natura 2000-område.